# Mario Brugnera
Mario Brugnera (* 26. Februar 1946 in Venedig) ist ein ehemaliger italienischer Fußballspieler. Der Akteur war vor allem für Cagliari Calcio aktiv und gewann mit dem Verein in der Saison 1969/70 dessen erste und bis heute einzige italienische Fußballmeisterschaft.

## Karriere
Mario Brugnera wurde am 26. Februar 1946 im norditalienischen Venedig geboren und begann seine fußballerische Laufbahn beim dort ansässigen, aber überregional wenig bedeutsamen Verein Nettuno Venedig. Von dort aus wurde er vom AC Florenz verpflichtet und spielte ab 1963 in der ersten Mannschaft des toskanischen Klubs. Die Fiorentina gehörte damals zu den Topteams des italienischen Fußballs und konnte in den 1950er- und 60er-Jahren seine bis heute einzigen beiden Meisterschaften feiern. In Brugneras aktive Zeit beim AC Florenz fiel jedoch nur der Gewinn der Coppa Italia 1965/66. Dort erreichte man nach Erfolgen über den CFC Genua, die US Palermo, CC Catania, den AC Mailand sowie Inter Mailand das Endspiel und traf dort auf den Außenseiter US Catanzaro aus der Serie B. Mit Mario Brugnera in der Startformation benötigte das Team von Trainer Giuseppe Chiappella allerdings die Verlängerung, um durch ein Tor von Kurt Hamrin eine Minute vor dem Ende eben jener zusätzlichen Spielzeit mit 2:1 zu triumphieren.
Mario Brugnera spielte insgesamt von 1963 bis 1968 für den AC Florenz und machte in dieser Zeit 71 Ligaspiele für den Klub, in denen dem Mittelfeldspieler 23 Torerfolge gelangen. 1968 wechselte er zum aufstrebenden sardischen Verein US Cagliari, der gerade dabei war, sich in den oberen Gefilden der Serie A zu etablieren. Gleich in seiner ersten Saison auf Sardinien holte Brugnera mit der US Cagliari die Vizemeisterschaft hinter seinem vorherigen Verein AC Florenz. Die Spielzeit 1969/70 hingegen wurde zur erfolgreichsten überhaupt in der Geschichte des längst in Cagliari Calcio umbenannten Vereins. Unter Trainer Manlio Scopigno und mit Spielern wie Luigi Riva, Angelo Domenghini oder Enrico Albertosi beendete man die Saison auf dem ersten Platz mit einem Vorsprung von vier Zählern auf Inter Mailand. Damit erreichte die Mannschaft die erste Meisterschaft überhaupt in der Geschichte von Cagliari Calcio. Bis heute gelang dem Verein keine Wiederholung dieses Titelgewinns. Nach der Meisterschaft von 1970 ging es für Cagliari langsam aber stetig wieder bergab, 1976 musste man nur sechs Jahre nach dem Titelgewinn den Gang in die Zweitklassigkeit antreten. Mario Brugnera unterbrach seine Aktivität bei Cagliari Calcio nur für eine Spielzeit. In der Saison 1974/75 stand er für den FC Bologna auf dem Rasen. Danach kehrte er nach Cagliari zurück und spielte noch bis 1982 für den sardischen Klub, wobei er dabei von 1978 bis zu seinem Abschied 1982 als Kapitän fungierte. An die alten Erfolge anknüpfen konnte man in dieser Zeit allerdings nicht. Nach dem Abstieg 1976 spielte Cagliari Calcio drei Jahre in Folge zweitklassig, ehe 1980 die Rückkehr in die Serie A gelang. Dort hielt man sich dann bis 1983, ehe er abermalige Abstieg erfolgte, der den Klub langfristiger in die Serie B brachte.
Mario Brugnera verließ Cagliari Calcio 1982 nach insgesamt 328 Einsätzen. Damit führte er lange Zeit die Liste der Spieler mit den meisten Spielen für Cagliari Calcio an und liegt heute noch auf dem zweiten Platz in diesem Klassement. Einzig der noch für Cagliari aktive Daniele Conti kann mehr Spiele aufweisen als Mario Brugnera. Dieser spielte von 1982 bis 1983 noch ein Jahr beim Amateurverein AC Carbonia, ehe er seine fußballerische Laufbahn 1983 im Alter von 37 Jahren beendete.

## Erfolge
- Italienische Meisterschaft: 1×

1969/70 mit der US Cagliari
- Italienischer Pokalsieg: 1×

1965/66 mit dem AC Florenz
- Mitropapokal: 1×

1966 mit dem AC Florenz